# Guido Oddo
Guido Oddo (Torino, 12 dicembre 1920 – Milano, 18 aprile 2006) è stato un conduttore televisivo, telecronista sportivo e giornalista italiano.

## Biografia
Iniziò in RAI presentando la rubrica Sette giorni di TV e occupandosi di spettacolo e musica, conducendo la rubrica Settenote e commentando in diretta le prime edizioni del Concerto di Capodanno di Vienna trasmesse in Eurovisione. Nel 1964 partecipò alla trasmissione a premi di Mike Bongiorno La fiera dei sogni, presentandosi come esperto di tiro con l'arco. Come redattore sportivo del TG2 fu anche radiocronista e telecronista. 
Specializzato nello sport, seguì i maggiori avvenimenti di tennis e sci negli anni in cui le scene agonistiche  vedevano le imprese di Nicola Pietrangeli e Orlando Sirola e successivamente di Adriano Panatta e della squadra di Coppa Davis formata dallo stesso Panatta e da Corrado Barazzutti, Paolo Bertolucci e Tonino Zugarelli, e della Valanga azzurra capeggiata da Gustav Thöni in eterna lotta con lo svedese Ingemar Stenmark. Quando passò a condurre trasmissioni da studio cominciò ad alternarsi nelle telecronache di sci con Alfredo Pigna e di tennis con Gian Piero Galeazzi. Nel 1976 fu telecronista delle finali, vinte da Adriano Panatta, degli Internazionali d'Italia dal Foro Italico di Roma e degli Internazionali di Francia dal Roland Garros di Parigi. Nello stesso anno commentò, dagli studi di Milano, la finale di Coppa Davis fra Italia e Cile svoltasi a Santiago del Cile e trasmessa solo in differita dalla Rai. In occasione del confronto di doppio, svoltosi nella seconda giornata della finale con l'Italia che aveva chiuso in vantaggio la prima giornata per 2-0, incominciò il commento della partita proprio mentre la coppia italiana Bertolucci-Panatta chiudeva a proprio favore il confronto e conquistava il punto decisivo: in quella circostanza, spinto dall'entusiasmo, Oddo anticipò il risultato finale e annunciò in anticipo rispetto alle immagini la conquista da parte della squadra italiana della sua prima Coppa Davis.
Grande appassionato ed esperto di opera lirica, seguì le prime operistiche della RAI dal Teatro alla Scala di Milano. Sullo sci pubblicò nel 1975 presso Arnoldo Mondadori Editore Il libro dello sci, con prefazione di Mario Cotelli, all'epoca allenatore della nazionale italiana. Come conduttore televisivo presentò dal 1970 al 1974 l'edizione estiva della Domenica Sportiva, e dal 1976 al 1985 Domenica Sprint. La sua conduzione era contraddistinta da uno stile pacato e familiare, che non gli impediva di analizzare, in adeguati approfondimenti, gli eventi sportivi. Morì nel 2006 a 85 anni; la notizia fu diffusa una settimana dopo per sua volontà. Riposa tumulato in un colombaro al Cimitero Maggiore di Milano.